# Sigalion pourtalesii
Sigalion pourtalesii är en ringmaskart som beskrevs av Ehlers 1887. Sigalion pourtalesii ingår i släktet Sigalion och familjen Sigalionidae. Inga underarter finns listade i Catalogue of Life.